# Corriente Sadr
El Movimiento Sadrista, Movimiento Sadr, Bloque Sadr o Corriente Sadr (cualquiera de esos nombres es usado para designar a esta organización) es un partido político iraquí de la mayoría árabe chií. Desde 2017 su popularidad ha ido en aumento y actualmente es la fuerza política más votada en el parlamento iraquí. Asimismo, la familia Sadr ha sido la dirigente de esta organización desde sus inicios y a día de hoy Muqtada al-Sadr es su dirigente.
El Movimiento ha transitado de ser una fuerza religiosa chií a convertir en un partido político con arraigo en toda la sociedad iraquí y por encima de las divisiones religiosas que atraviesan el país. Asimismo, su brazo armado fue, primero, el Ejército del Mahdi, y, tras su disolución en 2017, la Brigada del Día Prometido. Además, el Movimiento sadrista también cumple una función asistencial, proveyendo de servicios a los sectores más pauperizados de la sociedad iraquí e, incluso mostrándose como un gestor de la sociedad mucho más eficaz que el propio Estado iraquí.

## Antecedentes
El Movimiento sadrista encuentra sus orígenes en la década de los 90, en los momentos posteriores al fracaso del levantamiento chií iraquí en 1991 y en la represión por parte del Estado iraquí que le precedió; así como a la imposición de sanciones internacionales que sucedió a dicha represión y orientadas a presionar al gobierno de Sadam Hussein, pero que mayoritariamente afectaron y empobrecieron a la población chií. Con este escenario, el movimiento chií liderado por Sadiq al-Sadr, encontró un amplio espacio político donde medrar y recabar apoyo social de un sector social, el chií, tradicionalmente excluido y marginalizado de la vida pública iraquí.
Sin embargo, las orígenes históricos del Movimiento sadrista se remontan a la Revolución Iraquí de 1920, en la cual los clérigos de la familia Sadr desempeñaron un papel crucial en tanto que principales referentes de la sociedad chií del país. Asimismo, políticamente las raíces del sadrismo se hallan en el Partido Islámico al-Dawa, fundado en 1958 por Baqir al-Sadr tras reinterpretar ciertos preceptos del chiismo vinculados al ascetismo y dotarles de un significado de rebeldía e insumisión política.
La creación de al-Dawa permitió vehicular el descontento chií hacia las políticas anti-baazistas puestas en marcha en Iraq y dotarle de un contenido claramente político cuya esencia era la respuesta de la clase clerical chií iraquí hacia la pérdida de su influencia por parte de otras ideologías seculares, particularmente el comunismo. Aunque inicialmente esta organización política operó clandestinamente con el objetivo de asegurar sus estructuras partidarias y dotarlas de solidez, una vez alcanzó dicho objetivo y conectó con la base social chií, al-Dawa emergió como un auténtico movimiento de masas. Así, al-Dawa asentó las bases para la aparición del Movimiento sadrista en calidad de una suerte escisión respecto al primero.
Por otro lado, en el aspecto religioso la aparición del Movimiento sadrista responde al cisma acaecido en el seno de la autoridad religiosa chií en Iraq debido a la elección de Abu al-Qasem al-Khoi como sucesor del Ayatolá Sayyid Muhsin al-Tabatata en lugar de Baqir al-Sadr.Esta decisión llevó al último a abandonar su puesto en al-Dawa; sin embargo, la relevancia política de Baqir al-Sadr era tal que su salida de al-Dawa inspiró a numerosos seguidores suyos a imitar su decisión. Esta escisión asentó las bases para la erección del futuro Movimiento sadrista; la influencia de Baqir al-Sadr, así como su apelación hacia la comunidad chií para adoptar la ley islámica y su rechazo hacia el Gobierno Baaz posicionó a Baqir al-Sadr como un símbolo de resistencia al Estado. Simultáneamente, dicha referencialidad le ubicó en el punto de mira del propio Estado en la medida que la amenaza representada por él aumentaba. Así pues, en 1980 el Estado iraquí asumió como solución la necesidad de acabar con los principales líderes de al-Dawa para cortar la potencial amenaza de raíz. Los principales líderes fueron arrestados, el movimiento político chií desarticulado y Baqir al-Sadr junto a su hermana ejecutados. Tras ello, la posición de Baqir al-Sadr fue reemplazada por Sadiq al-Sadr, quien se encargó de continuar consolidando el incipiente Movimiento sadrista.

## Movimiento Sadrista como movimiento político
La llegada de Sadiq al-Sadr significó un gran avance en la evolución del Movimiento sadrista, el cual iba expandiéndose cada vez más por la sociedad iraquí. La estrategia del nuevo dirigente sadrista se orientó hacia la reformulación del activismo chií con el fin de convertirlo en un movimiento efectivamente vinculado con su base social y lo suficientemente resiliente a la políticas represivas a través de  una estructura organizativa construida sobre pequeñas organizaciones clandestinas que sirvieran de apoyo a la estructura central y la conectasen con su base social. Además, dentro de esta estrategia de expansión de la base social del movimiento, Sadiq al-Sadr comenzó a emplear el rezo de los viernes como altavoz político para arremeter contra el régimen de Sadam Hussein y como herramienta para la movilización política.
Durante la década de los ochenta, la represión contra la población chií continuó profundizándose, especialmente durante los años de conflicto bélico contra Irán (1980-1988). Empero, a pesar de la represión, el ejército iraquí, formado mayoritariamente por chiíes, mantuvo sus posiciones y permaneció fiel a Bagdad; no obstante, la fractura social alcanzó profundidad tal y la situación social empeoró de tal modo que a la invasión iraquí de Kuwait en 1990 le siguió un levantamiento chií en el país bautizado como la Intifada Shaaban por el mes en el que tuvo lugar. La revuelta fue rápidamente aplastada por el Estado, pero la situación forzó a Sadam Hussein a relajar las políticas sectarias aplicadas hasta ese momento, planteando la inclusión en el gobierno de algún líder chií; Sadiq al-Sadr fue visto por el régimen como la figura más apta para ello en 1992, mismo año que es liberado de prisión, pasando a ocupar un alto cargo clerical. Sin embargo, lejos de la imagen del Movimiento sadrista verse perjudicada, una imagen caracterizada por su actitud militante frente al quietismo del estamento clerical chií y su oposición al régimen, su figura y el movimiento salieron reforzados. Conforme avanzaba el periodo durante el que ocupó dicha posición y sobre todo tras las sanciones de la ONU a Iraq en 1990, Sadiq al-Sadr pasó a adoptar una posición de confrontación contra el Gobierno, desobedeciendo las órdenes de Sadam Hussein y omitiendo las advertencias que le lanzaban. Esta situación desembocó en su asesinato en 1999 a la salida de uno de los rezos del viernes tras haber continuado predicando contra el Gobierno iraquí. Al asesinato de Sadiq al-Sadr le sucedieron protestas por todo el país que rápidamente fueron sofocadas.
Desde ese momento y hasta 2003, año de la invasión estadounidense, el Movimiento sadrista se vio forzado a replegarse sobre sus propias estructuras partidarias y a mantener una actividad política reducida y de relativa tranquilidad. Asimismo, el heredero a Sadiq al-Sadr, Muqtada al-Sadr, fue puesto bajo arresto domiciliario durante cuatro años con la justificación de velar por su seguridad. De esta forma, el Movimiento sadrista se vio también cooptado desde su mismo aparato dirección a la hora de funcionar de manera regular.
Efectivamente, la década de los 90 fue el momento decisivo en el futuro del Movimiento sadrista. Su capacidad para postularse como alternativa real a los sectores sociales más pauperizados y su oposición a la situación social en la que Iraq estaba inmerso, produciendo una implicación directa del chiismo en político, le sirvió para auparse sobre un amplio sector social. De igual manera, a lo anterior coadyuvó la ruptura con la jerarquía tradicional chií. En la medida que Baqir al-Sadr no fue elegido ayatolá iraquí, el propio Movimiento sadrista se fue dotando de sus propias estructuras políticas y religiosas, así como tejiendo sus vínculos particulares con los sectores urbanos y rurales-tribales Con ello, el Movimiento sadrista marcaba claras diferencia con el estamento chií tradicional y su indiferencia hacia la situación política.
De tal modo, el Movimiento sadrista fue progresivamente penetrando en la sociedad iraquí. Con ello, el éxito del sadrismo descansa en la constitución de un amplio entramado de redes formales e informales a través de las cuales encuadrar dentro de su organización a la población chií. Destacan entre otras tantas los colegios religioso, los hospitales y los centros de caridad; todas ellas creadas a iniciativa del propio Movimiento sadrista. Así pues, estas organizaciones de apoyo social funcionaban en esencia como correas de transmisión entre el núcleo organizativo del Movimiento sadrista -Oficina del Mártir Sadr-, y su amplia base social. Por otro lado, dentro de todo este entramado organizativo debe subrayarse la ya mencionada importancia del rezo de los viernes: el uso de las mezquitas fue tanto uno de los principales espacios mediante los que el sadrismo movilizó a sus masas, especialmente durante el periodo de Saddam Hussein, como símbolo directo que la fortaleza de este movimiento.
La ligazón establecida entre los sectores chiíes urbanos pauperizados y los líderes tribales más influyentes del país aseguró al sadrismo la presencia a lo largo de todo el Estado iraquí. Una presencia, por otra parte, completamente vedada al resto de organizaciones chiíes dado su reticencia a aplicar la innovación sadrista descrita.

## Situación del sadrismo tras la invasión estadounidense
La deposición de Sadam Hussein en 2003 y el colapso de las estructuras estatales aparejadas al régimen tras la invasión norteamericana abrió un nuevo periodo de oportunidad política no sólo para el Movimiento sadrista, sino para el movimiento chií en su conjunto, el cual comenzó a organizarse notablemente en términos políticos. A partir de 2003, el sadrismo desplegó un discurso simultáneamente religioso y nacionalista, perfilándose como la principal organización contraria a la presencia estadounidense en el país; de la misma forma que durante el régimen de Saddam Hussein se caracterizó por su criticismo hacia el anterior, lo propio ocurrió durante los primeros años de ocupación a la par que en ambos escenarios mantenía su crítica hacia los otros líderes chiíes, especialmente hacia el Ayatolá Ali al-Sistani. 
De tal modo, Muqtada al-Sadr, aprovechando el legado de su padre y a pesar de su reducida formación teológica, se erigió como una de las principales figuras políticas de Iraq. Con su discurso, el sadrismo defendió la ley islámica como una forma de vida para los iraquíes fieles, se opuso a la presencia extranjera en el país y declaró ilegítimos los mandatos de aquellos líderes chiíes no nacidos en Iraq. Junto a este discurso beligerante, el sadrismo continuó proveyendo de servicios y trabajo allí donde ni siquiera el propio Estado iraquí estaba presente. Además, en la medida que se autoproclamó como protector de los millones de iraquíes chiíes, todas sus actividades públicas estuvieron respaldadas por su propia fuerza armada: el Ejército del Mahdi.

## Ejército del Mahdi
Inicialmente el Movimiento sadrista desarrolló una actividad política completamente ausente de violencia alguna en la medida que dicho recurso ofrecía más potenciales efectos adversos que positivos para le movimiento dada la capacidad de reacción del Estado de Saddam Hussein y su fortaleza relativa en comparación con la del sadrismo. Con ello, es la situación de inestabilidad política en la que Iraq se sumerge a partir de 2004, marcado por el inicio de la Guerra Civil y la escalada de violencia sectaria, así como por la exclusión del sadrismo del sistema político inaugurado tras el fin de la intervención estadounidense son los elementos que obligaron al Movimiento sadrista a transitar hacia su constitución como movimiento militarizado.
La constitución de la Autoridad Provisional de la Coalición, cuya composición excluía tanto al Movimiento sadrista como a otras organizaciones chiíes, sirvió de caldo de cultivo para una opinión pública, mayoritariamente de extracción chií, opuesta a la presencia extranjera. En este sentido, la posición del sadrismo nuevamente se caracterizó por diferenciarse del Partido Islámico al-Dawa y de la del Consejo Supremo para la Revolución Islámica en Iraq: frente a ellas y en línea con la cultura política promovida por el sadrismo, Muqtada al-Sadr abogó por la necesidad de una actitud proactiva como medio para expulsar a las fuerzas extranjeras.
Asimismo, la exclusión de Muqtada al-Sadr del ejecutivo formado con el apoyo de Estados Unidos, quien escogió principalmente a iraquíes exiliados, fortaleció la posición del sadrismo a ojos de la población iraquí al no colaborar con el invasor. De esta manera, Muqtada al-Sadr declaró el nuevo cuerpo político recién constituido como ilegítimo y utilizó su periódico, al-Hawza, para atacar vehementemente tanto al Gobierno como a la presencia de Estados Unidos; esto llevó a la clausura del periódico bajo la acusación de incitar a la violencia contra las tropas extranjeras. La ilegalización de al-Hawza fue el punto de inflexión definitivo con respecto a la posición del sadrismo sobre el uso de la violencia como instrumento político.
En 2004 Muqtada al-Sadr declaró la yihad contra el invasor, llamando a expulsar a las fuerzas extranjeras de algunos enclaves urbanos. Este llamamiento desembocó en la Intifada Sadr; sin embargo, a pesar de coger por sorpresa a las tropas de la Coalición Internacional, los militantes sadristas, organizados en torno al cuerpo militar sadrista, el Ejército del Mahdi, fueron acorraladas tras la batalla de Nayaf. Tras ello, el sadrismo y la Coalición Internacional, con mediación del Ayatolá Ali al-Sistani, alcanzaron un alto el fuego. Tal acuerdo, aunque no implicó una derrota política para Muqtada al-Sadr, fortaleció la posición del Ayatolá dentro de la comunidad chií. Asimismo, en el seno del Movimiento sadrista surgieron importantes fricciones respecto a la tregua firmada, siendo expresión de ello la revocación de la competencia de Muqtada al-Sadr para recaudar impuesto a través de una fetua formulada por Kazem al-Haeri, miembro veterano del Movimiento sadrista. La imposibilidad por parte de Muqtada al-Sadr de recaudar impuestos situó al movimiento en una situación financiera muy precaria ante la falta de ingresos; el retraso y los problemas en los pagos del Ejército. Esto desembocó en la pérdida de control sobre el cuerpo militar y en el desarrollo de un sistema mafioso entre los diferentes rangos militares
Además, derivado de la pérdida de control del órgano político sobre el órgano militar, la milicia sadrista comenzó a disgregarse en cuatro grupos armados autónomos: la Brigada Dorada, el Ejército Noble del Mahdi, los Hermanos al-Araji, la red Khazali; y en distintas bandas criminales. Ahora bien, dicho proceso de desintegración fue paulatino, en función de la agudización de las diferencias dentro del Movimiento sadrista. Asimismo, a la par que el Movimiento sadrista comenzaba a desquebrajarse internamente, la influencia iraní sobre Iraq a través del Consejo Supremo para la Revolución Islámica en Iraq se incrementaba, alcanzando durante estos años su apogeo en tanto que organización chií.
Estas nuevas milicias actuaron independientemente de los dictados de Muqtada al-Sadr conforme se fueron distanciando de su liderazgo y adquiriendo autonomía; sin embargo, la sociedad iraquí las continuó relacionando con el movimiento sadrismo, viéndose así su imagen pública dañada. Ello obligó a Muqtada al-Sadr a disolver en 2008, tras una serie de nuevos enfrentamiento entre 2006 y 2007 debido a la violencia entre las comunidades chiíes y sunníes, el Ejército del Mahdi y condenar todo acto de violencia perpetrado por el mismo o sus escisiones. Así, la organización militar sadrista fue transformada en una organización no violenta compuesta por dos secciones con diferentes tareas civiles. Igualmente, el Movimiento sadrista mantuvo un reducido cuerpo militar separado del resto de la organización y llamado la Brigada del Día Prometido. No obstante, en 2016, con la expansión del DAESH, Muqtada al-Sadr volvió a reorganizar el Ejército del Mahdi para hacer frente a la organización yihadista.

## Integración del sadrismo en la política iraquí
El fracaso de la Intifada Sadr y la retirada de las fuerzas sadristas de los espacios santos de Nayaf, con la subsiguiente pérdida de apoyo social obligaron al sadrismo a replantear su actividad política de cara a alcanzar sus objetivos en cuanto que movimiento. Lo anterior, sumado a la posibilidad de participar en las elecciones de 2005 en coalición con otras organizaciones chiíes bajo el nombre de Alianza Unida Iraquí posibilitó el abandono temporal del recurso a la violencia por parte de la organización liderada por Muqtada al-Sadr. A través de esta coalición, la cual obtuvo mayoría para formar gobierno, los sadristas obtuvieron el 10% de los escaños de la cámara y se hicieron con las carteras ministeriales de transporte y salud.
La nueva posición dentro del ejecutivo permitió a los sadristas desarrollar de forma más sostenida y eficaz las políticas sociales que hasta ese entonces habían venido realizando. De esta manera, el Movimiento sadrista se permitió prescindir del uso de la violencia para alcanzar sus demandas en la medida que su incorporación en el gobierno se presentaba como una forma más eficaz de lograrlas. Ahora bien, lo anterior en modo alguno implicó que el Movimiento sadrista se integrase plenamente en el Estado iraquí, sino que continuó operando al margen del Estado, pero aprovechándose de la cobertura que este le ofrecía con el fin de ampliar su base social.
Sin embargo, el incremento de las tensiones entre suníes y chiíes para 2006 socavó la estabilidad del nuevo consenso alcanzado y las tensiones terminaron desembocando en un nuevo ciclo de violencia que duró hasta 2007. Durante este periodo el Movimiento sadrista fue progresivamente desvinculándose del gobierno y bloqueando su funcionamiento regular hasta finalmente abandonar la coalición de la que era parte dadas las diferencias entre los distintos grupos políticos que la constituían. En la medida que los mecanismos políticos convencionales volvieron a mostrarse insuficiente para siquiera salvaguardar la seguridad de la base social sadrista, el Movimiento se vio forzado a recurrir nuevamente a la violencia; aunque esta vez fuera desde una aproximación defensiva. 
En enero de 2007, el anuncio de Bush de desplegar 20.000 efectivos estadounidense sobre Iraq como contramedida para paliar la creciente violencia se presentó para el Movimiento sadrista como una amenaza directa a lo conseguido en la medida en que su milicia podía ser potencial objetivo de las nuevas operaciones militares que Estados Unidos estaba a punto de desarrollar. A partir de ese momento, el sadrismo abandonó cualquier pretensión de alcanzar sus objetivos a través de la violencia; solamente con la emergencia del Daesh el sadrismo volvería a recurrir a la violencia, pero esta vez no contra el Estado, sino en su defensa en tanto que defensa de sus propios intereses. 
Asimismo, la secularización del Movimiento sadrista responde por otro lado a la derrota en el campo teológico frente al Ayatolá Ali al-Sistani tras el alto al fuego de 2004, quien desde ese entonces se convirtió en cabeza religiosa chií indiscutida e incuestionada. Además, esta secularización por parte del Movimiento sadrista vino aparejada de una profesionalización política, permitiendo una mayor diversificación de las funciones desempeñadas.
De esta manera, la actividad sadrista fue progresivamente transitando desde la religiosa a la secular, aunque no de forma continuada. En este sentido, la relativa situación de debilidad en la que se hallaba el Movimiento sadrista para las elecciones provinciales de 2009, debido al impacto negativo que las acciones autónomas del Ejército de Mahdi habían causado, los llevó a no presentarse en calidad de organización política con candidatos reconocidos por ella; una decisión que además fue justificada en el incremente de unas políticas públicas sectarias en las que el sadrismo no quería participar.
Sin embargo, para las elecciones parlamentarias de 2010, el Movimiento sadrista participó en una coalición con el Consejo Supremo para la Revolución Islámica en Iraq: la Alianza Nacional Iraquí. A través de ella, las diferencias entre ambas organizaciones chiíes fueron puestas a un lado con el objetivo de competir contra el por aquel entonces primer ministro iraquí, Nuri al Maliki, y su coalición, Estado de Derecho; su programa colocaba eje central una serie de políticas enmarcadas dentro de la deriva sectaria hacia la que el país se encaminada, algo paradójico dado el rechazo del sadrismo a participar en las municipales de 2009 por esa misma deriva
Una vez realizadas las elecciones, el nuevo gobierno se constituyó mediante una coalición entre Estado de Derecho, Alianza Nacional Iraquí y Movimiento Nacional Iraquí. De esta manera, más allá del resultado electoral y la formación de Gobierno, las elecciones de 2010 posibilitaron la integración definitiva dentro del sistema política iraquí por parte del Movimiento sadrista. Desde ese momento, el partido de Muqtada al-Sadr ha participado regularmente en los comicios posteriores y se ha presentado como un auténtico partido de Estado dado el apoyo social recibido y su importancia a la hora de formar Gobierno y buscar alianzas para cualquier proyecto legislativo de envergadura. Sin embargo, aunque el Movimiento sadrista continuó participando políticamente, Muqtada al-Sadr anunció su retirada de la política, pasando el Movimiento sadrista a un papel secundario en la política iraquí.

### Resultados en las elecciones regionales del 2009
El 31 de enero del 2009 se celebraron las cruciales elecciones regionales en Irak; en ellas el pueblo debía elegir a los miembros de los Consejos Legislativos de 14 de las 18 Provincias iraquíes (en las tres provincias kurdas y en la de At Ta'mim se aplazaron los comicios). Cada Consejo Legislativo electo deberá elegir posteriormente al Gobernador de su respectiva provincia. Pero más allá de su importancia en los asuntos regionales, dichos comicios eran vistos como decisivos para la estabilización gradual del país y para la distribución del poder entre las diferentes facciones políticas; además de ejercer una poderosa influencia sobre las próximas elecciones generales nacionales.
Para participar en éstas elecciones, el Bloque Sadr formó una coalición electoral con otros grupos más pequeños; esa coalición se llamaba Lista del Movimiento Independiente Libre (también fue denominada Tendencia Independiente de Liberales).
Los resultados de esas elecciones fueron muy decepcionantes para el Bloque Sadr, que no pudo vencer la reciente y enorme popularidad de su rival político, el primer ministro Nuri al Maliki (el cual se ha beneficiado de sus éxitos en materia de seguridad y del uso de los recursos del Estado para promover su imagen pública).
En todas las Provincias de mayoría chií el Bloque Sadr fue derrotado por sus rivales, los otros partidos confesionales chiíes. Particularmente dolorosa fue su derrota en las dos provincias más pobladas e importantes del país, Bagdad y Basora.
En la Provincia de Bagdad el Bloque Sadr quedó de segundo detrás de la coalición encabezada por el Partido Islámico Dawa de Maliki, con una gran diferencia entre los dos. Mientras Dawa obtuvo el 38% de los votos, el Bloque Sadr y sus aliados apenas obtuvieron el 9% de los sufragios populares; y para colmo la coalición de los partidos suníes, el Frente del Acuerdo Nacional (encabezado por el Partido Islámico Iraquí), obtuvo más o menos la misma cantidad de votos (un 9%) por lo que empató en el segundo lugar con el Bloque Sadr y a la hora de la repartición de escaños obtuvo más diputados que el Bloque Sadr en el Consejo Legislativo regional (por lo que, en número de diputados, el Bloque Sadr quedó de tercero). Esto es casi un desastre para un partido que tenía en la ciudad de Bagdad su mayor feudo, la Ciudad Sadr; y es en parte resultado de que ahora en esa gran zona popular de la ciudad es cada vez más grande la popularidad de Maliki y el control de las fuerzas de seguridad gubernamentales encabezadas por él.
En la Provincia de Basora el resultado fue aún peor; el Bloque Sadr llegó de cuarto en esa provincia, obteniendo apenas el 5% de los votos populares (llegando por detrás del Dawa de Maliki, de su otro gran rival que es la Asamblea Suprema Islámica de Irak, e incluso de un partido regional). En otras provincias chiíes el Bloque Sadr llegó de tercero o incluso de quinto. Su mejor resultado lo logró en la Provincia de Maysan donde llegó de segundo (detrás del Dawa) con un 15,20% de los votos; aunque incluso éste resultado significó una derrota, porque perdieron la Gobernación de Maysan que tenían hasta ese momento. En las provincias de mayoría suní los resultados del partido fueron insignificantes.

### Elecciones de 2010: los enemigos ahora son aliados
A finales del 2009 el Bloque Sadr selló una alianza con su ex-enemigo, la Asamblea Suprema Islámica de Irak, para formar juntos una coalición electoral llamada Alianza Nacional.
Esa coalición presentó una sola lista de candidatos a las elecciones parlamentarias del 7 de marzo del 2010; el objetivo era evitar la reelección del primer ministro Nuri al Maliki y conseguir que un candidato apoyado por el Bloque Sadr y la Asamblea Suprema Islámica se convirtiera en el nuevo primer ministro y así ambos partidos compartirían el poder.
Pero cuando las elecciones se celebraron como estaba previsto el 7 de marzo del 2010; la Alianza Nacional formada por la Asamblea Suprema Islámica y el Bloque Sadr quedó de tercera detrás de la coalición del ex primer ministro Iyad Allawi (que resultó ganadora por un estrecho margen) y de la coalición del primer ministro Maliki.
En concreto, la lista liderada por Allawi obtuvo 2.631.388 votos populares, equivalentes al 25,87% del total de los sufragios, y 91 diputados en el Consejo de Representantes de Irak; la lista de Dawa (liderada por Maliki) obtuvo 2.620.042 votos, que representan el 25,76% de los sufragios, y 89 diputados. La Alianza Nacional consiguió 1.976.412 sufragios, equivalentes al 19,43% de los votos, y 70 diputados; la coalición de los partidos nacionalistas kurdos obtuvo 1.553.667 votos populares, que representan el 15,27% de los sufragios, y 43 diputados. Los 32 diputados restantes fueron para fuerzas minoritarias que sumaron en su conjunto poco más del 13% de los votos. Dawa y su líder Maliki triunfaron en casi todas las provincias chiíes (incluyendo todas las del sur del país) y en la multiétnica y multireligiosa provincia de Bagdad (en esta última por estrecho margen); pero Allawi triunfó en todas las provincias suníes y la división del voto chií en dos grupos enfrentados le permitió superar a Maliki por estrecho margen a nivel nacional.
Sin embargo, dentro de la derrota un hecho positivo para la Corriente Sadr fue que de los 70 diputados que ganó su coalición de la Alianza Nacional, 40 de ellos pertenecen a la Corriente Sadr y sólo 30 diputados como máximo pertenecen a la Asamblea Suprema Islámica de Irak; y con esos resultados ha quedado consagrado como el segundo partido más grande de la comunidad árabe chií de Irak y obtenía la llave para determinar la formación del gobierno.

## Sadrismo en la actualidad

Partidos ganadores por distritos en las elecciones legislaivas de Iraq en 2021.

Tras la derrota del grupo terrorista Estado Islámico en Iraq en 2017, el movimiento sadrista desplegó una actitud políticamente completamente diferenciada de la del resto de actores: mientras los diferentes actores políticos se sumergían en una lucha alrededor de la salida de las tropas estadounidense del país, fuera a favor o en contra, el movimiento sadrista emprendió una estrategia de inserción en las instituciones del Estado iraquí a la vez que continuaba manteniendo un perfil bajo en el escenario político.
Con esta estrategia, el Movimiento sadrista comenzó a copar los principales puestos de las instituciones estatales no elegibles, pero imprescindibles para el desarrollo cotidiano de la política iraquí. Asimismo, dado que tras las elecciones de 2018 el bloque parlamentario sadrista controlaba la Cámara legislativa, aquellos nombramientos que requería de la aprobación del Parlamento pudieron ser realizados sin grandes obstáculos. De esta manera, a pesar de no controlar ninguna posición ministerial, el Movimiento sadrista controlaba los propios nombramientos ministeriales, el gasto presupuestario y la concesión de contratos estatales.
Las protestas iniciadas en 2019 y el asesinato de Qassem Soleimani  y Abu Mahdi al-Muhandis significaron una nueva oportunidad para el movimiento sadrista ante la disgregación de las Fuerzas de Movilización Popular, organización coordinadora de las diferentes milicias chiíes, y la presión a la que el actual primer ministro, Mustafá Kadhimi, se vio sometido. De esta forma, los sadristas continuaron aumentando su presencia en las diferentes administraciones del Estado sin ser la cara visible del mismo y por tanto manteniéndose alejados de las acusaciones de corrupción y mala gestión de la situación social que se lanzaban sobre el ejecutivo.
Así las cosas, para antes de las elecciones celebradas el 10 de octubre de 2021, el Movimiento sadrista tenía presencia, entre en otras instituciones, en el Banco Central iraquí, en el Ministerio de Interior, en el Ministerio de Finanzas.
Igualmente, las mencionadas elecciones han confirmado el fuerte apoyo social del que el Movimiento Sadrista goza, constituyéndose como la candidatura más votada con 73 escaños, 36 escaños más que la segunda fuerza, el Partido del Progreso. De esta forma, presumiblemente y a pesar de la fragmentación parlamentaria, el próximo Presidente y primer ministro iraquí contará con el apoyo del Movimiento Sadrista.